# 가가와정
가가와정(일본어: 香川町)은 일본 가가와현 가가와군에 속했던 정이다. 
2006년 1월 10일 다카마쓰시에 편입되었다.

## 지리
가가와현의 현청 소재지인 다카마쓰시에 인접해 있던 것 등에서, 그 베드타운으로서 인구는 증가하고 있었다.덧붙여 다카마쓰시와 합병 후는, 인구가 감소 경향에 있다.

## 인구
- 1955년 11,302명
- 1960년 11,210명
- 1965년 11,281명
- 1970년 12,420명
- 1975년 15,225명
- 1980년 19,360명
- 1985년 20,964명
- 1990년 22,649명
- 1995년 23,324명
- 2000년 24,136명
- 2005년 24,220명
- 2010년 23,534명
- 2015년 23,027명

## 역사
- 1955년 4월 1일 - 가가와군 가와히가시촌, 아사노촌, 오노촌의 3촌이 합병해 가가와정이 성립하였다.
- 1956년 10월 25일 - 가가와군 시오노에정의 일부가 가가와정에 편입되었다
- 2006년 1월 10일 - 다카마쓰시에 편입되어 가가와정은 폐지되었다.

## 교통

### 도로
- 국도 제193호선 (일본)(일본어판)
- 국도 제377호선 (일본)(일본어판)
- 국도 제492호선 (일본)(일본어판)

## 참고 문헌
- 角川日本地名大辞典編纂委員会, 『角川日本地名大辞典 43 香川県』, 1985, 角川書店